# Полдомасово (Ульяновська область)
Полдомасово (рос. Поникий Ключ) — село в Ульяновському районі Ульяновської області Російської Федерації.
Населення становить 337 осіб. Входить до складу муніципального утворення Большеключищенське сільське поселення.

## Історія
Від 2004 року входить до складу муніципального утворення Большеключищенське сільське поселення.

## Населення
| 2010 | 2013 | 2015 |
| ---- | ---- | ---- |
| 286  | ↗317 | ↗337 |